# Jolanta Polikevičiūtė
Jolanta Polikevičiūtė (Panevėžys, 25 de setembre de 1970) va ser una ciclista lituana que fou professional del 1998 al 2009. Va participar en tres edicions dels Jocs Olímpics.
La seva germana bessona Rasa també es dedicà professionalment al ciclisme. Així com el seu marit Víktor Manakov i el seu fill Víktor.

## Palmarès
- 1993
  - Vencedora d'una etapa al Gracia Tour
- 1994
  - Vencedora d'una etapa al Tour ciclista femení
- 1995
  - Vencedora d'una etapa al Tour de Finisterre
- 1997
  - Vencedora d'una etapa al Trofeu d'Or
- 1998
  - 1a al Trofeu d'Or i vencedora de 2 etapes
- 1999
  - Vencedora d'una etapa al Trofeu d'Or
  - Vencedora d'una etapa a la Women's Challenge
- 2002
  - Vencedora d'una etapa al Giro d'Itàlia
- 2004
  - Vencedora d'una etapa a l'Emakumeen Bira
  - Vencedora d'una etapa al Giro de Toscana-Memorial Michela Fanini